# Fraser and Neave
Fraser and Neave est un conglomérat basé à Singapour. Il est notamment actif dans l'alimentation, la boisson, la bière, l'immobilier et la presse. Il détient 40 % de Asia Pacific Breweries.

## Histoire
En février 2013, Kirin a vendu sa participation de 15 % dans Fraser and Neave à l'entrepreneur Charoen Sirivadhanabhakdi, affilié à ThaiBev, pour 1,6 milliard de dollars. 
En aout 2015, Kirin acquiert 55 % de Myanmar Brewery, principale entreprise brassicole en Birmanie, à Fraser and Neave pour 560 millions de dollars.